# بمب‌گذاری ۱۹۹۴ باگراتاشن
بمب‌گذاری که در تاریخ ۴ سپتامبر ۱۹۹۴ در بازار روستای باگراتاشن در شمال ارمنستان به وقوع پیوست. در این بمبگذاری ۱۴ تن از جمله ۲ عامل آن کشته شدند و ۴۶ تن زخمی شدند گزارش‌های اولیه حاکی از این بود که ۱۰ تن کشته و ۲۶ تن زخمی شده‌اند.
باگراتاشن، روستایی نسبتاً وسیع در استان تاووش ارمنستان، در مرز ارمنستان-گرجستان در نقطه‌ای نه چندان دور از مرز آذربایجان است.
عاملان بمبگذاری «عمران حسین‌اف» از اهالی باکو و «ترکمن جعفراف» از اهالی روستای بولا در ناحیه مارنئولی در گرجستان بودند هر دو عامل این بمب‌گذاری آذری بودند.
به گفته مقامات محلی دستگاه انفجاری در یک ساک دستی کار گذاشته شده بود. انفجار منطقه وسیعی را دربر گرفت.